# Collegio elettorale di Monza II
Il collegio elettorale di Monza II è stato un collegio elettorale uninominale del Regno di Sardegna.

## Storia
Il collegio uninominale venne istituito nel 1859 in seguito all’annessione della Lombardia alla monarchia costituzionale di re Vittorio Emanuele II. Comprendeva il territorio del mandamento di Monza non incluso nel collegio elettorale di Monza I e il territorio di Desio.

## Dati elettorali
Nel collegio si svolsero le votazioni per la VII legislatura.

### VII legislatura
| Partito                            | Partito                            | Candidato                          | Risultati 25 marzo 1860 | Risultati 25 marzo 1860 |
| Partito                            | Partito                            | Candidato                          | Voti                    | %                       |
| ---------------------------------- | ---------------------------------- | ---------------------------------- | ----------------------- | ----------------------- |
|                                    | —                                  | Paolo Carlo Turati                 | 130                     | 94,20                   |
|                                    | —                                  | Alberto De Herra                   | 5                       | 3,62                    |
|                                    | —                                  | Voti dispersi                      | 3                       | 2,17                    |
|                                    |                                    |                                    |                         |                         |
| Iscritti                           | Iscritti                           | Iscritti                           | 258                     | 100,00                  |
| ↳ Votanti (% su iscritti)          | ↳ Votanti (% su iscritti)          | ↳ Votanti (% su iscritti)          | 141                     | 54,65                   |
| ↳ Voti validi (% su votanti)       | ↳ Voti validi (% su votanti)       | ↳ Voti validi (% su votanti)       | 138                     | 97,87                   |
| ↳ Schede non valide (% su votanti) | ↳ Schede non valide (% su votanti) | ↳ Schede non valide (% su votanti) | 3                       | 2,13                    |
| ↳ Astenuti (% su iscritti)         | ↳ Astenuti (% su iscritti)         | ↳ Astenuti (% su iscritti)         | 117                     | 45,35                   |